# Coline Devillard
Coline Devillard (ur. 9 października 2000 r. w Saint-Vallier) – francuska gimnastyczka, mistrzyni Europy.
W 2018 roku przez skręcenie prawej kostki podczas treningu nie wystąpiła na mistrzostwach świata w Dosze.